# ستيفن دون
ستيفن دون (بالإنجليزية: Steven Doane)‏ هو عازف تشيلو أمريكي، ولد في 10 ديسمبر 1950.

## وصلات خارجية
- ستيفن دون على موقع ميوزك برينز (الإنجليزية)